# The Great American Bash (2008)
The Great American Bash (2008) foi o quinto evento anual do PPV The Great American Bash produzido pela WWE. Aconteceu no dia 20 de julho de 2008 no Nassau Veterans Memorial Coliseum em Uniondale, New York e contou com estrelas da RAW, SmackDown, e ECW brands.

## Resultados
| #               | Lutas                                                                                                   | Estipulação                                          | Tempo |
| --------------- | --- | ---------------------------------------------------- | ----- |
| Luta preliminar | Umaga derrotou Mr. Kennedy                                                                              | Luta individual                                      | 04:00 |
| 1               | Curt Hawkins e Zack Ryder derrotaram John Morrison e The Miz (c), Jesse e Festus e Finlay e Hornswoggle | Luta de quatro duplas pelo WWE Tag Team Championship | 09:06 |
| 2               | Shelton Benjamin derrotou Matt Hardy (c)                                                                | Luta individual pelo WWE United States Championship  | 09:35 |
| 3               | Mark Henry (c) (com Tony Atlas) derrotou Tommy Dreamer (com Colin Delaney)                              | Luta individual pelo ECW Championship                | 05:50 |
| 4               | Chris Jericho derrotou Shawn Michaels                                                                   | Luta individual                                      | 18:46 |
| 5               | Michelle McCool derrotou Natalya                                                                        | Luta individual pelo WWE Divas Championship          | 04:24 |
| 6               | CM Punk (c) vs. Batista acabou em dupla desqualificação                                                 | Luta individual pelo World Heavyweight Championship  | 10:36 |
| 7               | John "Bradshaw" Layfield derrotou John Cena                                                             | Briga em um estacionamento de Nova Iorque            | 16:18 |
| 8               | Triple H (c) derrotou Edge                                                                              | Luta individual pelo WWE Championship                | 16:47 |